# Le nâu ngực sọc

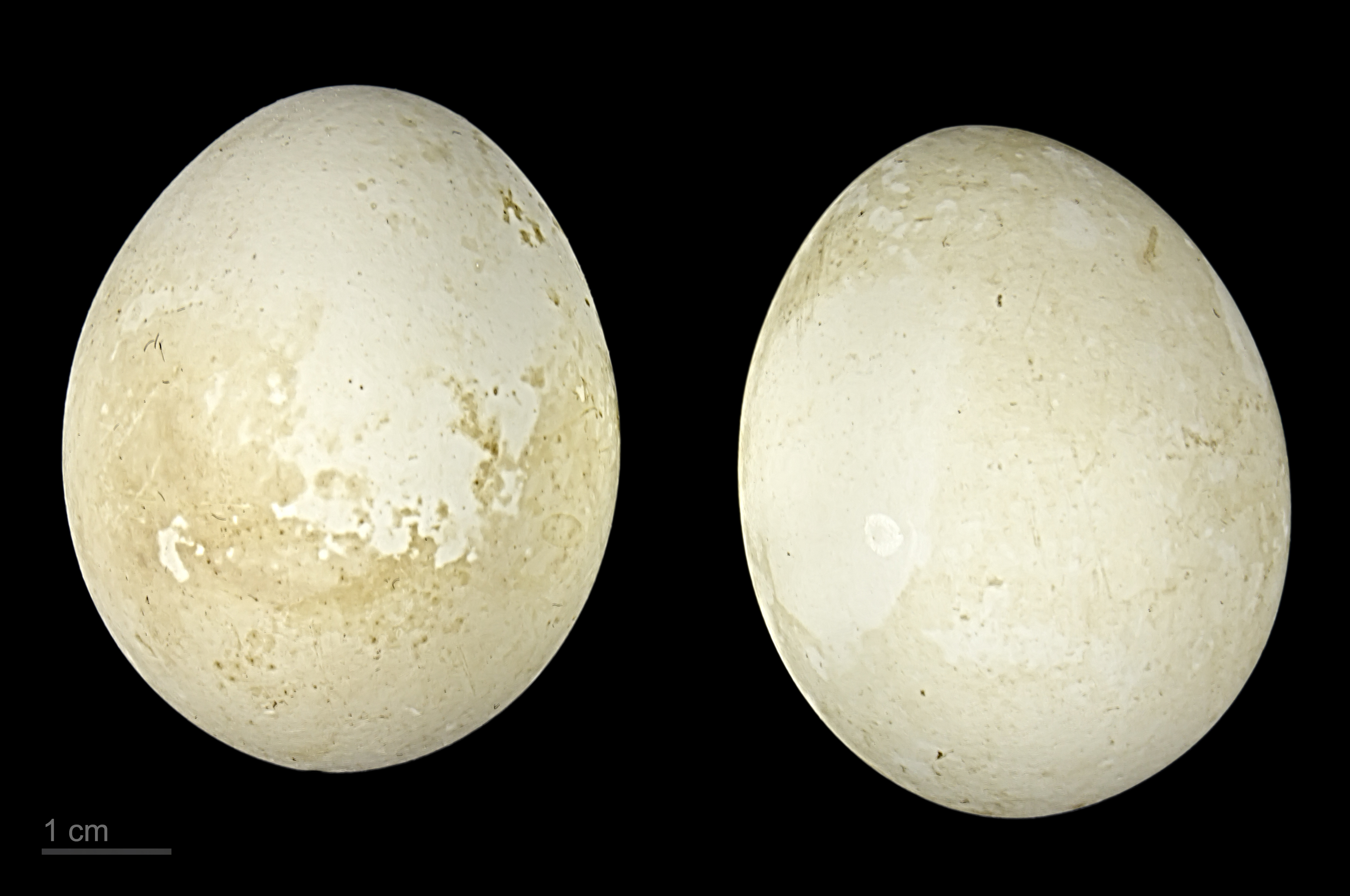
Dendrocygna arcuata

Le nâu ngực sọc (danh pháp hai phần: Dendrocygna arcuata) là một loài chim thuộc phân họ Le nâu. Loài này được sinh sống ở vùng nhiệt đới và cận nhiệt đới Australia, Philipin, Borneo, Indonesia, Papua New Guinea và quần đảo Thái Bình Dương. Chúng có cổ dài, chân và nhìn giống như giữa một con ngỗng và một con vịt. Họ có một cái đầu mạnh mẽ và cổ với màu và cổ sau màu sẫm màu hơn. Ngực có đốm đen và lông vũ là chủ yếu là màu nâu sẫm. Chúng có kích thước cao từ 54–60 cm và cân nặng trung bình 750 gram. Chúng chủ yếu ăn cỏ, cây súng, thực vật nước và đôi khi côn trùng và loài đốt sống thủy sinh.
Loài này có 3 phân loài.